# Cistogaster insularis
Cistogaster insularis là một loài ruồi trong họ Tachinidae.